# Дім Фаберже
Дім Фаберже (рос. Дом Фаберже) — ювелірна фірма, заснована у 1842 році в Санкт-Петербурзі Густавом Фаберже. Справу Густава продовжував його син Карл Фаберже до 1918 року, коли фірма була націоналізована більшовиками.

## Ранні роки

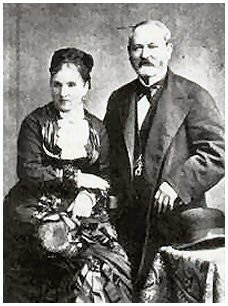
Густав Фаберже зі своєю дружиною Шарлотою Юнгштедт

Родина Фаберже походить з Франції 17 сторіччя, тоді під прізвищем Фаврі (фр. Favri). Фаврі мешкали в містечку Ла Бутьєль в Пікардії на півночі Франції. Проте вони втекли з країни одразу або згодом після 1685 року через релігійні переслідування. Приблизно 250 тис. прихильників Гугенотів також стали втікачами.

### Подальше розширення
Дім Фаберже отримав міжнародні нагороди і став найбільшою ювелірною фірмою Російської Імперії. На початку 20-го сторіччя головний офіс Дому Фаберже був перенесений до спеціально побудованої, чотириповерхової будівлі на Великій Морській вулиці. Були відкриті відділення в Москві, Одесі, Києві і Лондоні.

## Після революції
Дім Фаберже був  націоналізований більшовиками у 1918 році. На початку жовтня Карл Фаберже поїхав із Санкт-Петербурга на дипломатичному потязі до Риги. Революція в Латвії почалась всередині наступного місяця і Карл був вимушений рятуватися втечею тепер до Німеччини, спочатку до Бад-Хомбургу, а потім до Вісбадену. Більшовики заарештували його синів Агафона і Олександра. Спочатку Агафон був звільнений для оцінки коштовних речей вилучених у імператорської сім'ї, аристократів, заможний купців і, серед інших ювелірів, Фаберже. Він був знову ув'язнений коли виявилось, що більшовикам важко продати ці коштовності відповідно оцінкам Агафона. Ціни падали, оскільки Європа була перенасичена російськими ювелірними виробами. Дружина Фаберже і їх старший син, Євген, уникнули захоплення — вони тікали під покровом ночі через вкритий снігом ліс на санях та на ногах. До кінця грудня 1918 року вони перетнули кордон Фінляндії і були вже у безпеці.